# LTE Advanced

LTE-Advanced est une norme de réseau de téléphonie mobile de 4e génération définie par l’organisme de normalisation 3GPP qui fait partie (avec le Gigabit WiMAX) des technologies réseaux retenues par l'Union internationale des télécommunications (UIT) comme norme 4G IMT-Advanced. LTE signifie Long Term Evolution. Son successeur est la 5G.
Le LTE Advanced, dont la normalisation de la première version a été publiée en 2011 (normes 3GPP Ts36... rel 10), est une évolution de la norme LTE qui, tout en gardant une compatibilité ascendante complète avec le LTE, est considérée comme une norme de quatrième génération. Elle intègre une technique de multiplexage appelée MIMO, en standard 2x2, puis 4x4 et expérimentalement avec 8x8 niveaux ; c'est le cœur de la 4G / LTE Advanced: l'adoption du MIMO 2x2 intégré dans chaque catégorie de terminal valable à partir de la cat 6 LTE, le plus souvent en 4x4 et jusqu'à 8x8 pour la 4G+. La normalisation de la première version (rel 10) s’est achevée fin 2011 au sein de l'ETSI et du 3GPP (normes 3GPP release 10 - version 10), pour les terminaux (smartphones, tablettes, clés 4G) et au niveau du réseau. Il utilise des fréquences identiques et les codages radio (OFDMA et SC-FDMA) déjà utilisés dans les réseaux LTE (réseau radio EUTRAN). 
Le LTE-Advanced est capable de fournir des débits pics descendants (téléchargement) atteignant 1,2 Gb/s à l’arrêt et à plus de 100 Mb/s pour un terminal en mouvement, grâce aux technologies réseaux intelligentes qui permettent de maintenir des débits plus élevés en tout point de la cellule radio, alors qu’ils baissent fortement en bordure des cellules UMTS et LTE.

## Caractéristiques techniques

### Évolutions par rapport au LTE
Comparé au LTE, le LTE Advanced se différencie, pour l’essentiel, par une série d’améliorations indépendantes les unes des autres et qui préservent la compatibilité ascendante avec les normes et les terminaux LTE existants.
Les bénéfices suivants sont apportés par les évolutions de la norme LTE vers le LTE Advanced : 
- des débits plus élevés sur les liens descendants et optionnellement les liens montants, grâce à l’agrégation de porteuses (en anglais : « Carrier Aggregation ») qui permet d’utiliser un spectre hertzien (continu ou pas) pouvant atteindre 100 MHz de largeur (à comparer à 20 MHz maximum en LTE)[6] ;
- des performances radios accrues au niveau d'une cellule pour pouvoir servir plus de terminaux mobiles, grâce, entre autres, aux évolutions de la technologie MIMO (Mimo 8x8)[4] ;
- la possibilité de déployer des relais radio annexes à coûts plus faibles qui viennent étendre la couverture des cellules principales[4] ;
- de meilleures performances dans les zones mitoyennes de deux cellules grâce aux techniques de micro-synchronisation entre cellules appelée « CoMP » (Coordinated Multi-Point[3]) et SON (Self Organizing Network) et grâce au beamforming actif permis par les antennes MIMO.
- l'emploi, à partir de la version 12 de la norme, sur les sous porteuses des liaisons descendantes, d'une modulation 256QAM (8 bits par symbole)[7], permettant un gain de débit de 33 % quand les conditions radio sont optimales.

Le LTE Advanced est défini dans les mêmes documents que ceux spécifiant la première version de la norme LTE : les normes «  ETSI TS 36... ». Seule la version de ces documents diffère : version 8 (rel-8) pour le LTE, versions 10, 11 et 12 (rel-12) pour le LTE Advanced. LTE Advanced est donc une évolution de la norme LTE avec des compléments fonctionnels qui permettent une introduction progressive des nouvelles fonctions dans les réseaux LTE préexistants. Les stations de base eNode B compatibles avec les normes LTE Advanced restent compatibles avec les terminaux simplement LTE, y compris dans les bandes de fréquences agrégées (utilisées en mode « Carrier Aggregation »).
Les réseaux LTE Advanced utilisent, comme le LTE, un « cœur de réseau » basé sur les protocoles IP (IPv6), utilisé pour transmettre la voix (protocole VoLTE) et les données.
Pour la partie radio (eUTRAN), le LTE Advanced utilise les codages OFDMA (liaison descendante) et SC-FDMA (liaison montante) associés à des algorithmes de récupération d’erreur de type HARQ et à des Turbo codes. Le LTE Advanced prévoit aussi que les antennes puissent utiliser les modes de multiplexage FDD (frequency division duplexing), qui utilise deux bandes de fréquences distinctes pour l'émission et la réception, ou TDD (time-division duplex), qui utilise une seule bande de fréquence avec allocation temporelle (chaque ms) des ressources radio à l'émission ou à la réception des données.

### Catégories de terminaux mobiles

Différences entre SISO, SIMO, MISO et MIMO.

Le 3GPP et l'ETSI ont défini conjointement dans les normes « TS36.306 versions 10, 11 et 12 », huit, puis dix, puis dix-sept catégories de terminaux LTE et LTE Advanced ; ces catégories définissent les caractéristiques, les débits minimaux (montant et descendant) et le nombre de bandes de fréquences agrégées (porteuses) que doit supporter le terminal mobile ; elles définissent aussi le type et le nombre d’antennes (niveau de MIMO) qu’il intègre.
Les 5 premières catégories de terminaux sont les mêmes qu'en LTE (3GPP rel-8), les classes suivantes de terminaux (catégories 6 à 16) sont nouvelles et spécifiques au LTE Advanced, elles ont été définies dans les versions 10 à 12 (rel-12) des normes 3GPP : trois de ces nouvelles catégories ont été spécifiées dans la version 10, deux autres dans la version 11 (rel-11) de la norme, les autres dans les versions 12 (rel-12) et 13 de la norme TS36.306. Certaines des nouvelles catégories de terminaux se composent de plusieurs variantes qui sont, par exemple, fonction du nombre d’antennes (MIMO) ou du nombre de bandes de fréquence utilisables (on parle ainsi, par exemple, de UE catégories 7A ou 7B).

Les débits listés dans les tableaux supposent une largeur de bande de 20 MHz pour chaque porteuse ; dans le cas de bandes de fréquence plus étroites, le débit est réduit proportionnellement à la largeur de la bande de fréquence (ou des bandes de fréquence, qui n'ont pas obligatoirement toutes la même largeur).
| Catégorie                                                          | Catégorie                                                          | 1 (LTE)      | 2            | 3            | 4            | 5                  | 6 (LTE-A)    | 7            | 8                  | 9            | 10           |
| Débit crête (Mbit/s)                                               | Descendant                                                         | 10           | 51           | 102          | 150          | 299                | 301          | 301          | 2998               | 452          | 452          |
| Débit crête (Mbit/s)                                               | Montant                                                            | 5            | 25           | 51           | 51           | 75                 | 51           | 102          | 1497               | 51           | 102          |
| Caractéristiques fonctionnelles minimales                          |                                                                    |              |              |              |              |                    |              |              |                    |              |              |
| Largeur de la bande de fréquence de chaque porteuse                | Largeur de la bande de fréquence de chaque porteuse                | 1,4 à 20 MHz | 1,4 à 20 MHz | 1,4 à 20 MHz | 1,4 à 20 MHz | 1,4 à 20 MHz       | 1,4 à 20 MHz | 1,4 à 20 MHz | 1,4 à 20 MHz       | 1,4 à 20 MHz | 1,4 à 20 MHz |
| Nombre minimal de porteuses radio agrégées dans le sens descendant | Nombre minimal de porteuses radio agrégées dans le sens descendant | 1            | 2            | 2            | 2            | 4                  | 2 ou 4       | 2 ou 4       | 8                  | 2 ou 4       | 2 ou 4       |
| Nombre de porteuses radio agrégées dans le sens montant            | Nombre de porteuses radio agrégées dans le sens montant            | 1            | 1            | 1            | 1            | 1                  | 1            | 2            | 5                  | 1            | 2            |
| Modulations                                                        | Descendante                                                        | QPSK, 16QAM  | QPSK, 16QAM  | QPSK, 16QAM  | QPSK, 16QAM  | QPSK, 64QAM        | QPSK, 64QAM  | QPSK, 64QAM  | QPSK, 64QAM        | QPSK, 64QAM  | QPSK, 64QAM  |
| Modulations                                                        | Montante                                                           | QPSK, 16QAM  | QPSK, 16QAM  | QPSK, 16QAM  | QPSK, 16QAM  | QPSK, 16QAM, 64QAM | QPSK, 16QAM  | QPSK, 16QAM  | QPSK, 16QAM, 64QAM | QPSK, 16QAM  | QPSK, 16QAM  |
| Antennes                                                           |                                                                    |              |              |              |              |                    |              |              |                    |              |              |
| MIMO 2x2                                                           | MIMO 2x2                                                           | Non          | Non          | Non          | Non          | Non                | Oui          | Oui          | Non                | Oui          | Oui          |
| MIMO 4x4                                                           | MIMO 4x4                                                           | Non          | Non          | Non          | Non          | Non                | Oui          | Oui          | Oui                | Oui          | Oui          |
| MIMO 8x8                                                           | MIMO 8x8                                                           | Non          | Non          | Non          | Non          | Non                | Non          | Non          | Oui                | Non          | Non          |

Notes :
1. ↑  note A1 : le débit minimum fixé par la norme 3GPP, pour les catégories 6 et 7, peut être atteint de plusieurs façons, par exemple : « une porteuse et quatre antennes (MIMO 4x4) » ou « deux porteuses et deux antennes » ; en pratique les smartphones « cat.6 » disponibles en 2014/2015 supportent la 2e option.
2. ↑  note A2 : la catégorie 8 définissait (en 2011 : rel.10/11) la configuration théorique maximale d'un terminal LTE Advanced : « cinq porteuses agrégées et huit antennes en émission et réception (MIMO 8x8) » ; en pratique, vu la complexité (huit antennes), le poids, le volume et la consommation électrique que cela implique, aucun terminal mobile (smartphone) commercial compatible « cat.8 » n’est annoncé à court ou moyen termes.
3. ↑  note A3 : les caractéristiques d'un terminal peuvent être supérieures pour certains critères ; par exemple, un terminal de catégorie 4 peut supporter deux porteuses bien qu'étant limité à 150 Mb/s.

#### Catégories supérieures du LTE-A
| Catégorie                                                  | Catégorie                                                  | 11            | 12            | 13           | 14           | 15            | 16             | 17             | 18            | 19            |              |
| Débit crête (Mbit/s)                                       | Descendant                                                 | 603           | 603           | 391          | 3916         | 749           | 978            | 25065          | 1174          | 1566          |              |
| Débit crête (Mbit/s)                                       | Montant                                                    | 51            | 102           | 150          | 9585         | 226           | 105            | 2119           | 211           | 13563         |              |
| Caractéristiques fonctionnelles minimales                  |                                                            |               |               |              |              |               |                |                |               |               |              |
| Largeur de la bande de fréquence de chaque porteuse        | Largeur de la bande de fréquence de chaque porteuse        | 1,4 à 20 MHz  | 1,4 à 20 MHz  | 1,4 à 20 MHz | 1,4 à 20 MHz | 1,4 à 20 MHz  | 1,4 à 20 MHz   | 1,4 à 20 MHz   | 1,4 à 20 MHz  | 1,4 à 20 MHz  | 1,4 à 20 MHz |
| Nombre de porteuses radio agrégées dans le sens descendant | Nombre de porteuses radio agrégées dans le sens descendant | 2 ou 4        | 2 ou 4        | 2 ou 4       | 8            | 2 ou 4        | 2 ou 4         | 8              | 2 ou 4 ou 8   | 2 ou 4 ou 8   |              |
| Nombre de porteuses radio agrégées dans le sens montant    | Nombre de porteuses radio agrégées dans le sens montant    | 1             | 2             | 2            | 2            | 2             | Non applicable | Non applicable |               |               |              |
| Modulations sur chaque sous-porteuse                       | Descendante                                                | 64QAM, 256QAM | 64QAM, 256QAM | 256QAM       | 256QAM       | 64QAM, 256QAM | 64QAM, 256QAM  | 64QAM, 256QAM  | 64QAM, 256QAM | 64QAM, 256QAM |              |
| Modulations sur chaque sous-porteuse                       | Montante                                                   | QPSK, 16QAM   | QPSK, 16QAM   | 64QAM        | 64QAM        | 64QAM         | 64QAM, 256QAM  | 64QAM, 256QAM  | 64QAM, 256QAM | 64QAM, 256QAM |              |
| Types d'antenne sur la liaison descendante                 |                                                            |               |               |              |              |               |                |                |               |               |              |
| MIMO 2x2                                                   | MIMO 2x2                                                   | Oui           | Oui           | Oui          | Non          | Oui           | Oui            | Non            | Oui           | Oui           |              |
| MIMO 4x4                                                   | MIMO 4x4                                                   | Oui           | Oui           | Oui          | Non          | Oui           | Oui            | Non            | Oui           | Oui           |              |
| MIMO 8x8                                                   | MIMO 8x8                                                   | Non           | Non           | Non          | Oui          | Non           | Non            | Oui            | Oui           | Oui           |              |

Notes :
1. ↑  note B1 : à partir de la "rel.12" de la norme, les catégories « uplink » et « downlink » peuvent être différentes pour un même terminal.
2. ↑  note B2 : la catégorie 14 définit (en rel.12) le débit maximal que pourrait permettre un terminal LTE Advanced doté de « cinq porteuses agrégées, huit antennes en réception (MIMO 8x8) et codage 256QAM » ; en pratique, elle est réservée à des configurations de démonstration, aucun terminal mobile (smartphone) commercial compatible « cat.14 » n’est prévu à court ou moyen termes.
3. ↑  note B4 : les caractéristiques d'un terminal peuvent être supérieures pour certains critères.

Les versions 12 et 13
de la norme LTE Advanced ont aussi introduit la catégorie 0 (cat 0), à bas débit (1 Mbit/s) et la catégorie M (cat.M) à bas débit et très faible consommation. Elles visent le marché des terminaux à basse consommation et à faible coût, et le marché de l’Internet des objets.

## LTE-Advanced dans le monde

### En Suisse
Swisscom a mis en service son réseau LTE-Advanced le 16 juin 2014. Le leader de la téléphonie mobile en Suisse compte couvrir les villes de Berne, Bienne, Lausanne, Zurich, Genève, Lucerne, Lugano et Bâle d'ici fin 2014.
Sunrise a effectué des tests au début de l'année 2014 et lance cette technologie en 2015. Salt Mobile l'a lancée en décembre 2014 dans la ville de Berne.

### En France
Bouygues fut le premier à annoncer commercialement du « 4G+ » (agrégation de deux porteuses) en juin 2014 en annonçant seize grandes villes pour la rentrée,.
Orange couvre Toulouse, Strasbourg depuis juillet 2014, Paris depuis octobre et entendait couvrir Bordeaux, Douai, Lens et Lille avant la fin de l’année. Début 2015, Lyon, Marseille, Nantes, Nice, Rouen, Avignon, Grenoble sont couverts.
SFR a mis en service son réseau 4G+ à Toulon fin octobre 2014.
Free mobile a commencé à tester la 4G+ au Petit-Quevilly en janvier 2015 sur un site accordé par l'ARCEP fin 2014. Depuis février 2015, Free mobile expérimente aussi cette technologie à Montpellier, près de ses installations de R&D, en associant les fréquences 1 800 MHz (d'abord avec 5 MHz duplex jusqu'en mai 2016, puis 15 MHz duplex après) et 2 600 MHz (20 MHz duplex) qu'il utilise déjà en LTE. À partir de 2016, Free Mobile déploie la 4G+ dans beaucoup d'agglomérations.
En 2017, les quatre opérateurs français couvrent des villes-moyennes telles que Thiers, Epinal, Brive-la-Gaillarde ou encore Issoire. La couverture française en 4G+ ne cesse de croître depuis sa première mise en place en juin 2014 par Bouygues Telecom.

### Au Liban
Au Liban la 4G+ est commercialisée depuis août 2016 par les deux opérateurs mobiles (Touch Liban et Alfa) avec l'aide de Nokia. Alors que le réseau est encore en période de « test », le débit du LTE Advanced atteint jusqu'à 90 Mbit/s chez Touch.

### Au Maroc
Les trois principaux opérateurs marocains de téléphonie, à savoir Maroc Telecom (Opérateur Historique), Orange Maroc (2e licence) et Inwi proposent quasi simultanément depuis 2015 la 4G+ à leurs clients. Le réseau a d’abord été déployé dans les grandes villes et sur les axes autoroutiers (Casablanca - Marrakech - Rabat - Fes - Temara - etc.) avant de se propager au reste du territoire.

### Corée du sud
SK Telecom couvrait, en 2014, 42 villes en Corée du Sud.

### Canada
Rogers Communications a lancé la technologie LTE Advanced le 14 octobre 2014. Vancouver, Edmonton, Calgary, Windsor, London, Hamilton, Toronto, Kingston, Moncton, Fredericton, Halifax et Saint John sont couverts actuellement ainsi que Bell Canada.

### En Tunisie
Orange Tunisie et Ooredoo Group TN ont lancé la technologie LTE Advanced (4G+) peu de temps après le lancement de la 3.9G.

## LTE Advanced testé sur le terrain
Au Japon, l’opérateur NTT DoCoMo a obtenu en 2012, le feu vert du bureau des télécommunications rattaché au ministère de l’Intérieur japonais pour mener des expérimentations LTE-Advanced sur le terrain via une pré-licence qui lui permet d’exploiter des fréquences dans les villes de Yokosuka et Sagamihara.
Ce pilote permettait de tester des équipements LTE Advanced en intérieur comme en extérieur. NTT DoCoMo a réalisé une série d’expérimentations en simulant un environnement radio perturbé par des obstacles, modélisant des configurations telles qu’on peut les trouver dans les villes, mais dans ses centres de R&D, où il a réussi à obtenir des débits descendants de 1 Gb/s et montants de 200 Mb/s. 
Une introduction progressive des nouvelles fonctions apportées par le LTE Advanced est possible grâce à la compatibilité ascendante avec le LTE. Toutefois, les terminaux commerciaux (smartphones) et les équipements de réseau (eNode B) exploitant l’agrégation de deux puis trois porteuses (catégorie 6), ne sont apparus qu'en 2014-15, et au-delà de 2016 pour les débits les plus rapides (> 300 Mb/s) prévus par la norme.
Début 2015, 20 opérateurs mobiles dans le monde avaient ouvert des réseaux LTE Advanced supportant deux ou trois porteuses agrégées avec un débit crête descendant pouvant atteindre 300 Mbit/s ; 49 opérateurs avaient déployé des réseaux commerciaux supportant l’agrégation d'au moins deux porteuses.